# 리펠알프
리펠알프(독일어: Riffelalp)는 스위스 발레주의 체르마트 시정촌에 있는 작은 마을이다. 그것은 해발 2,222미터 높이, 체르마트 마을과 고르너그라트 산 사이의 대략 중간 지점인 삼림한계선 바로 위에 위치해 있다. 한때 권위 있는 리펠알프 그랜드 호텔이 있던 자리였던 오늘날 리펠알프는 주로 대형 호텔 단지인 리펠알프 리조트 2,222m 및 예배당으로 구성되어 있다.
리펠알프는 고르너그라트 철도로 체르마트와 연결되지만, 리펠알프역은 리조트에서 약간 떨어져 있다. 675미터 길이의 리펠알프 트램이 이 두 곳을 연결한다.

## 역사
유명한 체르마트 호텔리어 알렉산더 자일러는 1856년 마테호른이 내려다보이는 리펠알프 초원의 잠재력을 처음 발견했는데, 그곳에서 첫 번째 토지를 구입했다. 그러나 1878년이 되어서야 리펠알프 그랜드 호텔의 건설이 시작되어 1884년에 호텔이 문을 열었다. 1898년에는 고르너그라트 철도가 개통되었으며, 이듬해 호텔은 리펠알프 트램을 건설하여 이 호텔을 철도로 연결했다. 이 무렵 호텔의 수용 인원은 280실에 달했고, 별관 2개를 오픈했다.
1961년 2월 14일 밤 동안 리펠알프 그랜드 호텔이 화재로 전소되었다. 1986년에 화재에서 살아남은 두 별관의 보수 공사가 시작되었고, 1988년에는 리펠알프가 방문객들에게 다시 개방되었다. 1998년에 오래된 그랜드 호텔 부지에 새로운 리펠알프 리조트 건설 작업이 시작되었다.